# 「らき☆すた」オーケストラコンサート 〜20周年だよ、全員再集合!〜
「らき☆すた」オーケストラコンサート 〜20周年だよ、全員再集合!〜は2024年2月24日に久喜総合文化会館で「らき☆すた」の連載開始20周年を記念して開催されたオーケストラコンサート。
「1st 昼の部」と「2nd 夜の部」に分けて開催された。

## 概要
2009年3月に日本武道館で行われた同作品のライブイベント『らき☆すたin武道館 あなたのためだから』以来約15年ぶりの音楽イベントである。
イベント開催を記念し、2023年12月8日より『復活！らっきー☆ちゃんねる』がYouTubeチャンネル「KADOKAWAanime」にて計3回にわたって配信された。また同チャンネルでTVアニメ『らき☆すた』ノンクレジットオープニング映像が期間限定で公開された。
X（旧Twitter）では「#らきすたオケコン」というタグで公式アカウントが宣伝を行った。

## 出演者
- 司会:今野宏美（小神あきら役）、白石稔（白石みのる役）
- ゲスト:福原香織（柊つかさ役）、神前暁（作曲家）
- 管弦楽:らっきー☆すたーオーケストラ a.k.a Heartbeat Symphony
- 混声合唱団:Nova Anima from ChoieL